# Référendum estonien sur l'adhésion à l'Union européenne
 (août 2025).

Proportion des votes en faveur de l’adhésion par région.

Le référendum estonien de 2003 est un référendum organisé en Estonie et ayant eu lieu le 14 septembre 2003. Celui-ci porte sur l'adhésion de l'Estonie à l'Union européenne.
Le taux de participation est de 64,1 % avec 555 835 votants pour un corps électoral de 867 714 personnes. 66,8 % des votants ont répondu favorablement à la question posée soit 369 657 personnes. 33,2 % des votants n'ont pas souhaité cette adhésion soit 369 657 personnes.
À la suite de ce résultat, l'Estonie signe le traité d'Athènes en 2003 et intègre l'Union européenne le 1er mai 2004, lors du cinquième élargissement de l'Union européenne.